# Tommy Wright (calciatore 1963)
Thomas James Wright, detto Tommy (Ballyclare, 29 agosto 1963), è un allenatore di calcio ed ex calciatore nordirlandese, di ruolo portiere.

## Carriera

### Nazionale
Il 26 aprile 1989 esordisce in Nazionale contro Malta (0-2). Gioca da capitano due delle sue trentun presenze nell'Irlanda del Nord.

## Palmarès

### Giocatore

#### Competizioni nazionali
- Campionato nordirlandese: 4

Linfield: 1983-1984, 1984-1985, 1985-1986, 1986-1987
- Irish Football League Cup: 1

Linfiedl: 1986-1987
- County Antrim Shield: 1

Linfield: 1983-1984
- Gold Cup (Irlanda del Nord): 3

Linfield: 1983-1984, 1984-1985, 1987-1988
- Ulster Cup: 1

Linfield: 1984-1985